# ウラディスラフ・コマル
ウラディスラフ・コマル（ポーランド語: Władysław Komar、ポーランド語の読みはヴワディスワフ・コマル、ポーランド語発音: [vwaˈd̪ɨs̪waf ˈkɔmar]1940年4月11日 - 1998年8月17日）は、ポーランドの陸上競技選手、専門は砲丸投。リトアニア・カウナス生まれ。1972年ミュンヘンオリンピック男子砲丸投金メダリスト。
1972年ミュンヘンオリンピックでは21m18の投擲でアメリカのジョージ・ウッズを1cm抑えて優勝した。オリンピックには1964年東京（9位）・1968年メキシコ（6位）・ミュンヘンと3度ポーランド代表として出場した。
後に俳優に転じ、ロマン・ポランスキー監督による映画『ポランスキーの パイレーツ』（1986年）に出演した。1998年、1976年モントリオールオリンピック男子棒高跳金メダリストタデウス・スルシャルスキーとともに自動車事故に遭い、死去。

## 参考資料・外部リンク
- ウラディスラフ・コマル - ワールドアスレティックスのプロフィール（英語）
- ウラディスラフ・コマル - Olympedia（英語）
- IMDB profile
- Wallechinsky, David and Jaime Loucky (2008). "Track & Field (Men): Shot Put". In The Complete Book of the Olympics - 2008 Edition. London: Aurum Press, Limited. pp. 237-8.